# Есарт ле Сезан
Есарт ле Сезан (фр. Essarts-lès-Sézanne) насеље је и општина у североисточној Француској у региону Шампањ-Арден, у департману Марна која припада префектури Еперне.
По подацима из 2011. године у општини је живело 278 становника, а густина насељености је износила 16,56 становника/km². Општина се простире на површини од 16,79 km². Налази се на средњој надморској висини од 200 метара.

## Демографија
| 1962. | 1968. | 1975. | 1982. | 1990. | 1999. | 2011. |
| ----- | ----- | ----- | ----- | ----- | ----- | ----- |
| 141   | 183   | 169   | 150   | 226   | 234   | 278   |

График промене броја становника у току последњих година